# Championnat des Fidji de football 2010
Navigation
Saison précédente Saison suivante
La saison 2010 du Championnat des Fidji de football est la trente-quatrième édition du championnat de première division aux Fidji. Le championnat regroupe onze équipes du pays au sein d'une poule unique, où ils s'affrontent deux fois au cours de la saison, à domicile et à l'extérieur. À la fin de la compétition, le dernier du classement dispute un barrage de promotion-relégation face au champion de Premier Division, la deuxième division fidjienne.
C'est le club de Ba FC qui remporte la compétition après avoir terminé en tête du classement final, avec un seul point d'avance sur le tenant du titre, Lautoka FC et sept sur Navua FC. C'est le seizième titre de champion de l'histoire du club, qui reste le plus titré du pays.

## Les clubs participants
| - Ba FC - Lautoka FC - Navua FC - Rewa FC - Fidji U-20 - Suva FC | - Labasa FC - Nadi FC - Nadroga FC - Tavua FC - Nasinu FC |

## Compétition

### Classement
Le barème utilisé pour établir le classement est le suivant :
- Victoire : 3 points
- Match nul : 1 point
- Défaite : 0 point

| Rang | Équipe         | Pts | J  | G  | N | P  | Bp | Bc | Diff |
| ---- | -------------- | --- | -- | -- | - | -- | -- | -- | ---- |
| 1    | Ba FC          | 51  | 20 | 17 | 0 | 3  | 72 | 15 | +57  |
| 2    | Lautoka FC'T'C | 50  | 20 | 16 | 2 | 2  | 74 | 15 | +59  |
| 3    | Navua FC       | 44  | 20 | 14 | 2 | 4  | 35 | 16 | +19  |
| 4    | Rewa FC        | 31  | 20 | 9  | 4 | 7  | 34 | 24 | +10  |
| 5    | Fidji U-20     | 30  | 20 | 9  | 3 | 8  | 29 | 42 | -13  |
| 6    | Suva FC        | 23  | 20 | 7  | 2 | 11 | 25 | 30 | -5   |
| 7    | Labasa FC      | 22  | 20 | 6  | 4 | 10 | 21 | 47 | -26  |
| 8    | Nadi FC        | 21  | 20 | 6  | 3 | 11 | 22 | 34 | -12  |
| 9    | Nadroga FC     | 15  | 20 | 3  | 6 | 11 | 22 | 46 | -24  |
| 10   | Tavua FC       | 15  | 20 | 4  | 3 | 13 | 24 | 56 | -32  |
| 11   | Nasinu FC      | 12  | 20 | 3  | 3 | 14 | 23 | 56 | -33  |

|  | Qualification pour la Ligue des champions 2011-2012   |
|  | Participation au barrage de promotion-relégation      |
|  | T: Tenant du titre C: Vainqueur de la Coupe des Fidji |

### Matchs

#### Barrage de promotion-relégation
| Équipe 1         | Résultat | Équipe 2  | Aller | Retour |
| ---------------- | -------- | --------- | ----- | ------ |
| Savusavu FC (D2) | 1 - 0    | Nasinu FC | 1 - 0 | 0 - 0  |

## Bilan de la saison
| Championnat des Fidji de football 2010                             |                   |
| Champion                                                           | Ba FC (16e titre) |
| Coupes et trophées                                                 |                   |
| Vainqueur de la Coupe des Fidji 2010                               | Lautoka FC        |
| Qualifications continentales                                       |                   |
| Ligue des champions de l'OFC 2011-2012                             | Ba FC             |
| Promotions et relégations                                          |                   |
| Promus en Championnat des Fidji de football                        | Savusavu FC       |
| Relégués en Championnat des Fidji de football de deuxième division | Nasinu FC         |